# Céline Van Ouytsel
Celine Van Ouytsel, née le 10 octobre 1996 à Herentals, est une reine de beauté belge. Elle participe au concours Miss Anvers 2016 où elle finit deuxième dauphine de Lenty Frans, qui a ensuite été couronnée Miss Belgique 2016. Le 15 septembre 2019 elle est élue Miss Anvers 2020 et le 11 janvier 2020 elle devient Miss Belgique 2020, succédant à Elena Castro Suarez. Elle est la septième flamande consécutive à devenir Miss Belgique. Après Annelies Törös, Lenty Frans, Angeline Flor Pua et Elena Castro Suarez, elle est également la cinquième Miss Belgique originaire de la province d'Anvers en six ans.

## Biographie
Celine Van Ouytsel est titulaire d'un diplôme de droit de l’Université d’Anvers. Lors de son portrait, elle se présenta comme une « Miss Legally Blonde », en référence au film La Revanche d'une blonde avec Reese Witherspoon, car, tout comme l'héroïne du film, elle est blonde, diplômée en droit, et a le rose pour couleur préférée (elle conduit en outre un 4×4 rose).
Elle est active sur internet en tant qu'influenceuse, avec plus de soixante mille abonnés sur Instagram en octobre 2019, trois mois avant d'être sacrée Miss Belgique. Elle gagna ainsi le titre « Miss Réseaux Sociaux » pendant la soirée de l'élection de Miss Belgique 2020.
Lors du concours Miss Belgique 2020, durant la première présentation des candidates où celles-ci descendaient un escalier puis défilaient dans des robes de princesse choisies par elles-mêmes, Céline se prit les pieds dans le bas de son imposante robe sirène blanc et bleu et chuta sur scène, ce qui fit tomber un soutien-gorge malencontreusement accroché à l'une de ses immenses manches à plumes, probablement durant un changement de tenue en coulisses. Le soutien-gorge resta par terre au milieu de la scène durant quelques minutes et était dans le champ de la caméra lors du passage de la candidate suivante. L'incident fut extrêmement relayé dans les médias, au point que Céline dut donner ses propres commentaires,.